# Ky Quan San
Ky Quan San, còn được gọi là Kỳ Quan San hay Bạch Mộc Lương Tử, là đỉnh núi cao nhất trong dãy núi cùng tên ở ranh giới giữa hai huyện Bát Xát tỉnh Lào Cai và huyện Phong Thổ tỉnh Lai Châu và là đỉnh núi cao thứ tư ở Việt Nam.

## Tên gọi
Người Pháp khi làm bản đồ đã ghi tên núi theo phiên âm của người bản địa là Ky Kouân Chan.
Đến 2013, khi những đoàn leo núi người Việt đầu tiên đặt chân lên đỉnh núi này, người ta đã gọi nó là Bạch Mộc Lương Tử, có thể do sự nhầm lẫn với vị trí của đỉnh Pờ Ma Lung (白木梁 | Bạch Mộc Lương - Đỉnh Cây Trắng) - một đỉnh núi khác ở biên giới thuộc địa phận Phong Thổ, Lai Châu cách đó không xa. Và đến năm 2014 thì bia kim loại với tên Bạch Mộc Lương Tử đã được xây dựng trên đỉnh núi. Cứ như vậy, bia đỉnh núi với tên Bạch Mộc Lương Tử tồn tại được 5 năm. Đến năm 2019 thì bia đỉnh núi với tên đúng là Ky Quan San mới được mang lên để thay thế bia cũ. 
Ky Quan San là phiên âm tiếng bản địa (tiếng Thái) của Kê Quan Sơn | 鸡冠山 - nghĩa là Núi Mào Gà, xuất phát từ dáng núi xếp chồng lên nhau thành khối trên đỉnh, còn Kỳ Quan San là một cách phiên âm sai, nhưng vẫn được dùng khá phổ biến.

## Vị trí địa lý
Dãy núi này là ranh giới tự nhiên giữa hai xã Sin Suối Hồ huyện Phong Thổ, tỉnh Lai Châu  và xã Trung Lèng Hồ huyện Bát Xát, tỉnh Lào Cai . 
Đỉnh núi có độ cao tuyệt đối 3.046m . Đây cũng là đỉnh núi cao thứ tư đã được khám phá ở Việt Nam, sau Fansipan, Pu Si Lung và Pu Ta Leng.
Ky Quan San cũng là tên bản ở chân núi của xã Sàng Ma Sáo, huyện Bát Xát, Lào Cai.

## Chinh phục

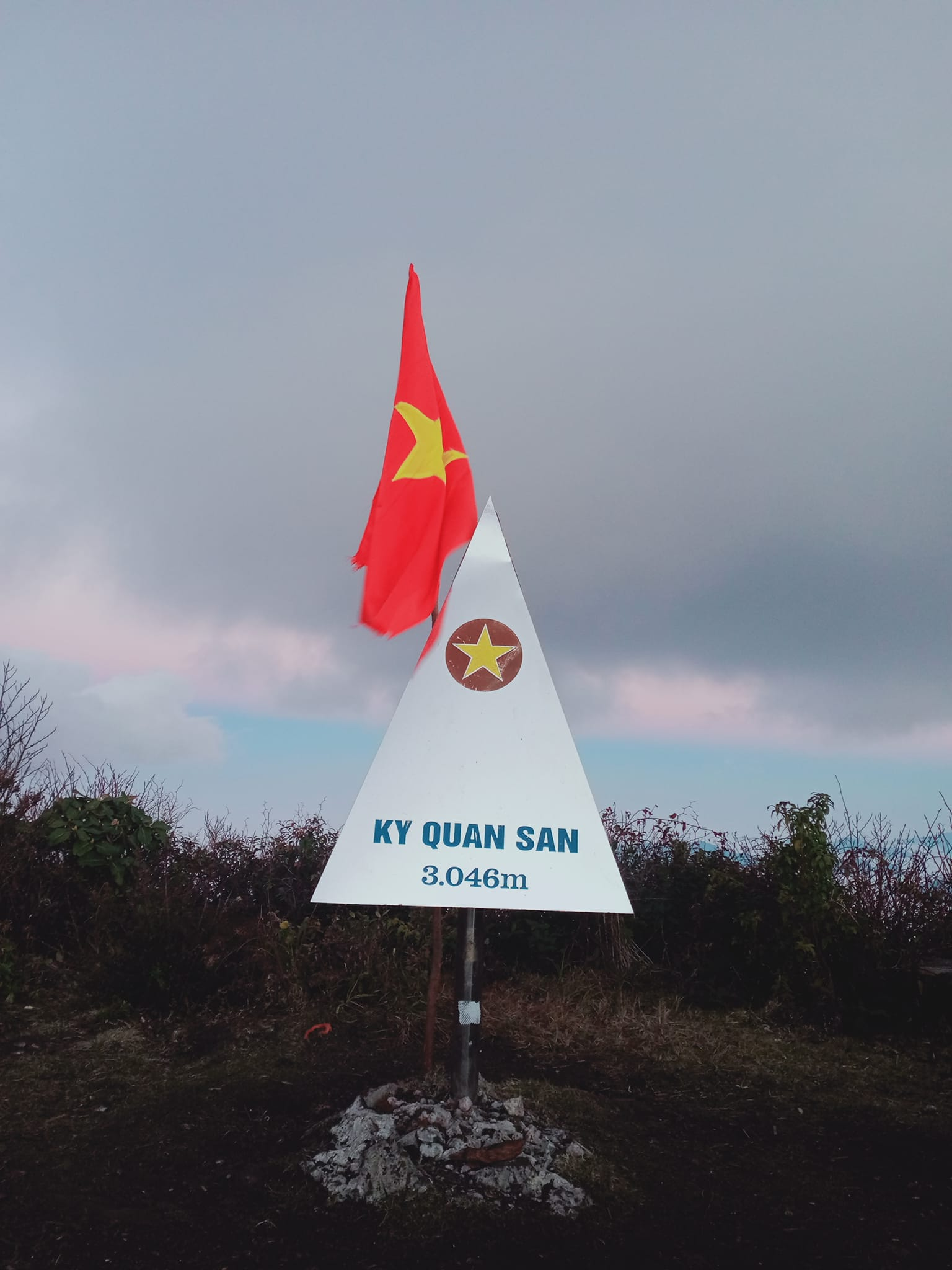
Bia đỉnh núi của Ky Quan San

Việc leo đỉnh cao nhất thuộc dãy núi này được bắt đầu từ năm 2013. Đến nay thì đây là một trong những cung đường trekking khá phổ biến mặc dù đây là một cung dài và thường phải mất đến 3 ngày 2 đêm để hoàn thành.
Hành trình dễ nhất để leo Ky Quan San là bắt đầu từ hướng Lào Cai. Đường lên đỉnh núi từ phía Lào Cai cần đi bẳng ô tô hoặc xe máy, qua trung tâm xã Mường Hum và đến tập kết ở bản Nà Mào Sử là trung tâm hành chính của xã Sàng Ma Sáo. Tại đây chuẩn bị các thủ tục và hậu cần cần thiết. Đường đi vượt qua ngòi Tà Lơi lên đỉnh Muối (2840m) - một đỉnh phụ nằm trên cung đường leo núi, từ đó lên đỉnh chính. Năm 2016, Thủy điện Tà Lơi hoàn thành, nên có đường cho xe cơ giới tới chân núi. Theo đường này thì từ xã Mường Hum tập kết ở bản Séo Tà Lé - trung tâm hành chính của xã Trung Lèng Hồ , từ đó theo ngòi Tà Lơi lên đỉnh núi Muối.